# Червена афъзка
Червена афъзка е български сорт джанка с неизвестен произход.
Плодове едри, със средно тегло 14g, кръгли, тъмночервени до сивовиолетово черни. Месо кремавожълто, сочно, с отделяща се костилка, плътно, сочно, слабо кисело, с много добро качество. Узрява в началото на юли.
Дървото е голямо, силно растящо. Короната е широка, обратнояйцевидна или високо кълбовидна, гъста.
Стъблото е дебело, спираловидно засукано на дялове. Скелетните клони израстват под остър ъгъл и силно се разклоняват. Цъфти в началото на април, плододава редовно. Цъфтежът е ранен. Самостерилен сорт. Опрашва се от Жълта афъзка.
В плододаване встъпва рано (4 – 5 година) и има много добра родовитост.
Цветовете са чувствителни към късни мразове. Дървото е устойчиво на шарка, не се напада от червени листни петна.
Плодовете издържат много добре на транспорт. Много добри са в техническа зрялост за компот, нектар и конфитюр, както и за консумация в прясно състояние.